# 周堂镇
周堂镇，是中华人民共和国河南省商丘市睢县下辖的一个乡镇级行政单位。

## 行政区划
周堂镇下辖以下地区：
周一村、周二村、周三村、周四村、白营村、丁营村、黄堂村、翟庄村、前曹村、齐庄村、大屯村、胡楼村、乔寨村、苏东村、苏西村、苏南村、郭营村、杨庄村、郝营村、马官村、王堂村、郑营村、徐营村和张楼村。